# Карвальо, Хосе
Хосе Аурелио Карвальо Алонсо (исп. José Aurelio Carvallo Alonso; род. 1 марта 1986, Лима) — перуанский футболист, вратарь и капитан клуба «Универсидад Сесар Вальехо», игрок сборной Перу. Участник чемпионата мира 2018 года.

## Клубная карьера
Карвальо — воспитанник клуба «Университарио». 4 мая 2003 года в матче против «Атлетико Универсидад» он дебютировал в перуанской Примере. В 2008 году Хосе на правах аренды выступал за американский «Ди Си Юнайтед», в составе которого выиграл Кубок Ламара Ханта, а также «Спортинг Кристал». После окончания аренды он подписал с последним клубом постоянный контракт. В начале 2011 года Карвальо перешёл в «Мельгар». 13 февраля в матче против своего предыдущего клуба «Спортинг Кристал» он дебютировал за новую команду. В начале 2013 года Хосе вернулся в «Университарио», которому в этом же году помог выиграть чемпионат.
В начале 2016 года Карвальо подписал контракт с клубом «Кахамарка». 5 февраля в матче против своего бывшего клуба «Мельгара» он дебютировал за новую команду. 
В 2019 году Хосе вернулся в «Университарио», где в 2023 году выиграл чемпионат. В начале 2024 года Карвальо перешёл в «Универсидад Сесар Вальехо». 29 января в матче против «Альянса Лима» он дебютировал за новую команду. 

## Международная карьера
В 2007 году в товарищеском матче против сборной Боливии Карвальо дебютировал за сборную Перу.
В 2018 году Карвальо принял участие в чемпионате мира 2018 в России. На турнире он был запасным и на поле не вышел.
В 2021 года Карвальо принял участие в Кубке Америки в Бразилии. На турнире он был запасным и на поле не вышел.

## Достижения
Клубные
«Ди Си Юнайтед»
- Обладатель Кубка Ламара Ханта — 2008

«Университарио»
- Победитель перуанской Примеры (2) — 2013, 2023